# París-Niza 1975
La París-Niza 1975 fue la edición número 33 de la carrera, que estuvo compuesta de nueve etapas y un prólogo disputados del 10 al 16 de marzo de 1975. Los ciclistas completaron un recorrido de 1.318 km con salida en Fontenay-sous-Bois y llegada a Col d'Èze, en Francia. La carrera fue vencida por el neerlandés Joop Zoetemelk, que fue acompañado en el podio por el belga Eddy Merckx y su compatriota Gerrie Knetemann.

## Resultados de las etapas
| Etapa                   | Fecha       | Recorrido                      | km      | Ganador           | Líder           |
| ----------------------- | ----------- | ------------------------------ | ------- | ----------------- | --------------- |
| Prólogo                 | 9 de marzo  | Fontenay-sous-Bois (CRI)       | 1.7 km  | Eddy Merckx       | Eddy Merckx     |
| 1.ª etapa               | 10 de marzo | Évry-Saint-Doulchard           | 238 km  | Eric Leman        | Cyrille Guimard |
| 2.ª etapa               | 11 de marzo | La Guerche-Beaune              | 209 km  | Freddy Maertens   | Cyrille Guimard |
| 3.ª etapa               | 12 de marzo | Cuisery-Saint-Étienne          | 234 km  | Franco Bitossi    | Freddy Maertens |
| 4.ª etapa               | 13 de marzo | Saint-Étienne-Aurenja          | 223 km  | Jacques Esclassan | Franco Bitossi  |
| 5.ª etapa               | 14 de marzo | Aurenja-Saint-Rémy-de-Provence | 166 km  | Eddy Merckx       | Joop Zoetemelk  |
| 6.ª etapa , 1.er sector | 15 de marzo | Ollioules-Mont Faron           | 13.8 km | Joop Zoetemelk    | Joop Zoetemelk  |
| 6.ª etapa , 2.º sector  | 15 de marzo | Toulon-Draguignan              | 117 km  | Raymond Delisle   | Joop Zoetemelk  |
| 7.ª etapa , 1.er sector | 16 de marzo | Seillans-Niza                  | 105 km  | Raymond Delisle   | Joop Zoetemelk  |
| 7.ª etapa , 2.º sector  | 16 de marzo | Niza-Col d'Èze (CRI)           | 9.5 km  | Joop Zoetemelk    | Joop Zoetemelk  |

## Etapas

### Prólogo
9-03-1975. Fontenay-sous-Bois, 1.7 km. CRI
Pocas horas antes de la disputa del prólogo el recorrido inicial de 8 km se recorta a los 1,7 km finales por decisión de las autoridades
|   | Ciclista         | Equipo             | Tiempo |
| - | ---------------- | ------------------ | ------ |
| 1 | Eddy Merckx      | Molteni-RYC        | 2' 42" |
| 2 | Gerrie Knetemann | Gan-Mercier        | + 1"   |
| 3 | Cyrille Guimard  | Flandria-Carpenter | + 2"   |

### 1.ª etapa
10-03-1975. Évry-Saint-Doulchard, 238 km.
|   | Ciclista          | Equipo                     | Tiempo     |
| - | ----------------- | -------------------------- | ---------- |
| 1 | Eric Leman        | Alsaver-Jeunet-De Gribaldy | 6h 21' 06" |
| 2 | Cyrille Guimard   | Flandria-Carpenter         | m. t.      |
| 3 | Jacques Esclassan | Peugeot-BP-Michelin        | m. t.      |

### 2.ª etapa
11-03-1975. La Guerche-Beaune 209 km.
|   | Ciclista                 | Equipo              | Tiempo     |
| - | ------------------------ | ------------------- | ---------- |
| 1 | Freddy Maertens          | Flandria-Carpenter  | 5h 45' 31" |
| 2 | Gerben Karstens          | Gitane-Campagnolo   | m. t.      |
| 3 | Jean-Pierre Danguillaume | Peugeot-BP-Michelin | m. t.      |

### 3.ª etapa
12-03-1975. Cuisery-Saint-Étienne 234 km.
|   | Ciclista          | Equipo              | Tiempo     |
| - | ----------------- | ------------------- | ---------- |
| 1 | Franco Bitossi    | Scic                | 6h 10' 11" |
| 2 | Jacques Esclassan | Peugeot-BP-Michelin | m. t.      |
| 3 | Freddy Maertens   | Flandria-Carpenter  | m. t.      |

### 4.ª etapa
13-03-1975. Saint-Étienne-Aurenja, 223 km.
|   | Ciclista          | Equipo              | Tiempo     |
| - | ----------------- | ------------------- | ---------- |
| 1 | Jacques Esclassan | Peugeot-BP-Michelin | 5h 09' 47" |
| 2 | Franco Bitossi    | Scic                | m. t.      |
| 3 | Cyrille Guimard   | Flandria-Carpenter  | m. t.      |

### 5.ª etapa
14-03-1975. Aurenja-Saint-Rémy-de-Provence, 166 km.
Se sube el Mont Ventoux hasta el Chalet Reynard. Merckx se impone en la etapa a pesar de una pájara en el Ventoux.
|   | Ciclista        | Equipo             | Tiempo     |
| - | --------------- | ------------------ | ---------- |
| 1 | Eddy Merckx     | Molteni-RYC        | 4h 25' 37" |
| 2 | Freddy Maertens | Flandria-Carpenter | m. t.      |
| 3 | André Dierickx  | Rokado             | + 13"      |

### 6.ª etapa,1.ersector
15-03-1975. Ollioules-Mont Faron, 13.8 km. (CRI)
|   | Ciclista                 | Equipo              | Tiempo  |
| - | ------------------------ | ------------------- | ------- |
| 1 | Joop Zoetemelk           | Gan-Mercier         | 26' 40" |
| 2 | Raymond Delisle          | Peugeot-BP-Michelin | + 30"   |
| 3 | Gianbattista Baronchelli | Scic                | + 33"   |

### 6.ª etapa, 2.º sector
15-03-1975. Toulon-Draguignan, 117 km.
|   | Ciclista        | Equipo              | Tiempo     |
| - | --------------- | ------------------- | ---------- |
| 1 | Raymond Delisle | Peugeot-BP-Michelin | 3h 06' 53" |
| 2 | Freddy Maertens | Flandria-Carpenter  | + 12       |
| 3 | Eddy Merckx     | Molteni-RYC         | m. t.      |

### 7.ª etapa,1.ersector
16-03-1975. Seillans-Niça, 105 km.
Se neutraliza el paso por el Col de Bourigaille por una manifestación de viticultores.
|   | Ciclista         | Equipo              | Tiempo     |
| - | ---------------- | ------------------- | ---------- |
| 1 | Raymond Delisle  | Peugeot-BP-Michelin | 2h 41' 31" |
| 2 | Domingo Perurena | Kas                 | + 1' 20"   |
| 3 | Graeme Gilmore   | IJsboerke-Colner    | m. t.      |

### 7.ª etapa, 2.º sector
16-03-1975. Niza-Col d'Èze, 9.5 km. CRI
|   | Ciclista          | Equipo             | Tiempo  |
| - | ----------------- | ------------------ | ------- |
| 1 | Joop Zoetemelk    | Gan-Mercier        | 20' 59" |
| 2 | Gerrie Knetemann  | Gan-Mercier        | + 28"   |
| 3 | Michel Pollentier | Flandria-Carpenter | + 34"   |

## Clasificaciones finales

### Clasificación general[1]
| Pos. | Ciclista                 | Equipo             | Tiempo      |
| ---- | ------------------------ | ------------------ | ----------- |
|      | Joop Zoetemelk           | Gan-Mercier        | 34h 32' 29" |
| 2    | Eddy Merckx              | Molteni-RYC        | + 1' 33"    |
| 3    | Gerrie Knetemann         | Gan-Mercier        | + 1' 44"    |
| 4    | Gianbattista Baronchelli | Scic               | + 1' 48"    |
| 5    | Freddy Maertens          | Flandria-Carpenter | + 2' 07"    |
| 6    | Dietrich Thurau          | TI-Raleigh         | + 3' 17"    |
| 7    | Bernard Hinault          | Gitane-Campagnolo  | + 4' 08"    |
| 8    | Joseph Bruyere           | Molteni-RYC        | + 4' 16"    |
| 9    | Luis Ocaña               | Super Ser          | + 4' 30"    |
| 10   | Sylvain Vasseur          | Super Ser          | + 4' 58"    |